# Västergötlands runinskrifter 24
Västergötlands runinskrifter 24 är två vikingatida runristade fragment av en gravhäll av kalksten som återfunnits i Häggesleds kyrka, Häggesleds socken och Lidköpings kommun. Fragmenten är delar av en gavelhäll till en gravkista av Husabytyp. Nederdelen av gravhällen förvaras i Häggesleds kyrkas torn. Ytterligare ett fragment från samma sten återfanns 1914 i en stenbro öster om kyrkan och förvaras idag på SHM. Den andra gaveln till gravkistan är förmodligen Vg 23 som står på Häggesleds kyrkas kyrkogård.

## Inskriften
Translitterering av runraden:
: þo[r]þr : la[gþi ×] stain ... : muþur · s...
Normalisering till runsvenska:
Þorðr lagði stæin ..., moður s[ina].
Översättning till nusvenska:
Tord lade stenen ..., sin moder.